# Digitalna obrada signala
Digitalna obrada signala (DSP) je upotreba digitalne obrade, kao što su računari, za obavljanje raznih operacija obrade signala. Signali obrađeni na ovaj način su niz brojeva koji predstavljaju uzorke kontinualne promenljive u domenu kao što su vreme, prostor ili frekvencija.
Digitalna obrada signala i analogna obrada signala su pod-polja obrade signala. DSP aplikacije uključuju audio i govornu obradu, sonar, radar i druge obrade senzorskih nizova, procenu spektralne gustine, statističku obradu signala, digitalnu obradu slika, obradu signala za telekomunikacije, kontrolne sisteme, biomedicinski inženjering, seizmologiju, između ostalog.
DSP može da promeni linearne i nelinearne operacije. Nelinearni signalni proces je najbliže povezan sa nelinearnim sistemom identifikacije i može biti implementiran na vreme, frekvenciju, i prostorno-vremenski domen.
Aplikacija digitalnog proračuna za obradu signala omogućava mnoge prednosti u odnosu na obradu analognog u mnogim aplikacijama, poput detekcija i ispravki grešaka u prenosu kao i kompresije podataka. DSP se primenjuje na prenosne podatke i statičke (sačuvane) podatke.

## Signal uzimanja uzoraka
Za digitalnu analizu i manipulaciju analognim signalom, mora biti izvršena digitalizacija analogno-digitalnim konvertorom (ADC). Uzimanje podataka se obično sprovodi u dve faze, a to su diskretizacija i kvantizacija. Diskretizacija znači da je signal podeljen jednakim intervalima vremena, i svaki od intervala je predstavljen jednakim merenjem amplitude. Kvantizacija znači da se svako amplitudno merenje aproksimira vrednostima iz konačnog skupa. Primer je zaokruživanje realnog broja u ceo broj.
Najkvist-Šenonova teorema odabiranja tvrdi da se signal može tačno rekonstruisati iz svojih uzoraka ako je frekvencija uzorkovanja dva puta veća od najveće komponente frekvencije u signalu. U praksi, učestalost uzorkovanja je često znatno veća od dvostruke Najkvist frekvencije.
Teoretska DSP analiza i izvođenje se najčešće izvode na diskretno-vremenskim modelima bez ikakve amplitudne netačnosti (kvantne greške). Numeričke metode zahtevaju kvantne signale, poput onih proizvedenih od ADC. Obrađeni rezultat može biti spektar frekvencija ili skup statističkih podataka. Ali često je to jedan kvantni signal koji se pretvara nazad u analogni oblik od strane digitalno-analognog konvertora (DAC).

## Domeni
U DSP-u, inženjeri obično proučavaju digitalne signale u jednom od sledećih domena:
- vremenski domen (engl. time domain) - jednodimenzionalni signali,
- prostorni domen (engl. space domain)- višedimenzionalni signali,
- frekventni domen (engl. frequency domain) i
- talasić domen (engl. wavelet domain).

Oni biraju domen u kome će obrađivati signal praveći informisanu pretpostavku (ili isprobavajući različite mogućnosti) prema kom domenu najbolje predstavljaju suštinske karakteristike signala i obradu koju treba primeniti na njega. Niz uzoraka iz mernog uređaja proizvodi vremensko ili prostorno predstavljanje, dok diskretna Furijeova transformacija proizvodi predstavljanje frekventnog domena.

### Vremenski i prostorni domen
Najčešći pristup obrade u vremenskom ili prostornom domenu je poboljšanje ulaznog signala putem metode koja se naziva filtriranje. Digitalno filtriranje se uglavnom sastoji od neke linearne transformacije većeg broja okolnih uzoraka oko trenutnog uzorka ulaznog ili izlaznog signala. Postoje različiti načini za karakterizaciju filtera; na primer:
- "Linearni" filter je linearna transformacija ulaznih uzoraka; drugi filteri su "nelinearni". Linearni filteri zadovoljavaju uslov superpozicije, tj. ako je ulaz težinska linearna kombinacija različitih signala, izlaz je slična težinska linearna kombinacija odgovarajućih izlaznih signala.
- "Uzročni" filter koristi samo prethodne uzorke ulaznih ili izlaznih signala; dok "ne-uzročni" filter koristi buduće ulazne uzorke. Ne-uzročni filter obično može biti promenjen u uzročni filter dodavanjem kašnjenja.
- "Vremensko-invarijantni" filter ima konstantna svojstva tokom vremena; drugi filteri kao što su adaptivni filteri se menjaju u toku vremena.
- "Stabilni" filter stvara izlaz koji konstantno konvergira sa vremenom, ili ostaje ograničen unutar konačnog intervala.
- "Nestabilni" filter može proizvesti izlaz koji raste bez granica, sa ograničenim ili čak nultim ulazom.

Filtеr "konačnog impulsnog odziva" (FIR) koristi samo ulazne signale, dok filter "beskonačnog impulsnog odziva" (IIR) koristi i ulazni signal i prethodne uzorke izlaznog signala. FIR filteri su uvek stabilni, dok IIR filteri mogu biti nestabilni.
Filter se može predstaviti blok dijagramom, koji se zatim može koristiti za izvođenje algoritma koji predstavlja obradu uzorka za implementaciju filtera sa hardverskim uputstvima. Filter takođe može biti opisan diferencnom jednačinom, kao kolekcija nula i polova ili, ako je to FIR filter, impulsni odziv ili odgovarajući korak.
Izlaz linijskog digitalnog filtera na bilo koji ulaz može se izračunati sakrivanjem ulaznog signala impulsnim odzivom.

### Frekventni domen
Signali se konvertuju iz vremena ili prostora domena u frekventnom domenu najčešće kroz Furijeovu transformaciju. Furijeova transformacija pretvara informacije o signalu u magnitudu i faznu komponentu svake frekvencije. Često se Furijeova transformacija konvertuje u spektar snage, što je veličina magnitude kvadrata svake komponente frekvencije.
Najčešća svrha analize signala u frekventnom domenu je analiza svojstva signala. Inženjer može da prouči spektar da odredi koje frekvencije su prisutne u ulazu signala a koje nedostaju. Pored informacija o frekvenciji, informacije o fazi su često potrebne. Ovo se može dobiti Furijeovom transformacijom. U nekim aplikacijama značajan faktor može biti kako faza varira u zavisnosti od frekvencije. Filtriranje, naročito u ne-realnom vremenu rada, može se postići konvertovanjem (pretvaranjem) u frekventni domen, primenom filtera i zatim konvertovanjem nazad u vremenski domen. Ovo je brza, O(nlog n) operacija, i može dati suštinski bilo koji oblik filtera uključujući odlične aproksimacije ''brickwall'' filtera.
Postoje neke najčešće korištene frekvencije domena transformacije. Na primer, ''cepstrum'' pretvara signal u frekventni domen kroz Furijeovu transformaciju, uzima logaritam, i zatim primenjuje drugu Furijeovu tranformaciju. Ovo naglašava harmonijsku strukturu originalnog spektra.
Analiza frekventnog domena se takođe naziva spektralna ili spektar-analiza.

### Z-ravan analiza
Digitalni filteri se mogu naći u dva oblika, IIR i FIR. FIR imaju mnoge prednosti, ali su računski zahtevniji. Dok su FIR filteri uvek stabilni, IIR filteri imaju povratnu petlju koja može rezonirati kada se stimuliše određenim ulaznim signalima.Z-transformacija obezbeđuje alat za analiziranje pitanja potencijalnih stabilnosti digitalnih IIR filtera. Ovo je analogno Laplasovoj transformaciji, koja se koristi za projektovanje analognih IIR filtera.

### Talasić domen
U numeričkoj analizi i funkcionalnoj analizi, diskretna talasna transformacija (DVT) je svaka talasna transformacija za koju se disketno uzimaju uzorci. Kao i kod drugih talasnih transformacija, ključna prednost u odnosu na Furijeovu transformaciju je vremenska rezolucija: ona obuhvata informacije o frekvenciji i lokaciji. Tačnost zajedničke rezolucije vremenske frekvencije je ograničena principom nesigurnosti vremenske frekvencije.

## Aplikacije
Glavne aplikacije DSP-a su obrada audio signala, audio kompresija, digitalna obrada slika, obrada video zapisa, obrada govora, prepoznavanje govora, digitalna komunikacija, digitalni sintisajzeri, radar, sonar, seizmologija i biomedicina.
Specifični primeri su: kompresija govora i prenos digitalnih mobilnih telefona, digitalna sobna korekcija zvuka u hi-fi i ozvučavanje aplikacije, vremenska prognoza, ekonomska predviđanja, seizmološka obrada podataka, analiza i kontrola industrijskih procesa, medicinska slikanja kao što su CAT skeniranja i Magnetna rezonantna timografija (MRI), MP3 kompresija, kompjuterska grafika, manipulacija slikama, hi-fi zvučnik, skretnice i ujednačavanje, i audio efekti koji se koriste kod električne gitare tj. njenih pojačala.

## Implementacija
DSP algoritmi odavno rade na računarima opšte namene i digitalnim obradama signala. DSP algoritmi se takođe sprovode na namenski hardver kao što su aplikacije specifično integrisanog kola (ASIC). Dodatne tehnologije za digitalnu obradu signala uključuju moćnije opšte namene mikroprocesora, integrisanog kola FPGA, digitalnih signalnih kontrolora(uglavnom za industrijsku primenu, kao što je kontrola motora), i obrada protoka.
U zavisnosti od zahteva aplikacije, zadaci digitalne obrade signala mogu biti realizovani i na računare opšte namene. Često kada uslov obrade nije u realnom vremenu, obrada se ekonomski radi sa računarima opšte namene i podacima signala (ili ulaz ili izlaz) koji postoji u datotekama. Ovo se u osnovi ne razlikuje od bilo koje druge obrade podataka, osim DSP što koriste matematičke tehnike, kao sto je Brza Furijeova transformacija(FFT), a za uzorkovane podatke se obično pretpostavlja da se ravnomerno uzorkuju u vremenu i prostoru. Na primer: obrada digitalne fotografije sa softverom kao što je Photoshop.
Međutim, kada je zahtev aplikacije u realnom vremenu, DSP je često sprovodi korišćenjem specijalizovanih mikroprocesora kao što je DSP56000, u TMS320, ili SHARC. Oni često obrađuju podatke koristeći fiksne tačke aritmetike, iako neke snažnije verzije koriste pokretni zarez. Za bržu aplikaciju FPGA može se koristiti.
Počev od 2007. godine, implementacija više jezgara (multicore) DSP-a je počela da se pojavljuje od kompanija uključujući Freescale i Stream Processors, itd. Za brže primene sa ogromnom upotrebom, ASIC može biti dizajniran specijalno. Za spore primene, tradicionalni sporiji procesor kao što je mikrokontroler može biti adekvatan. Takođe, sve veći broj DSP aplikacija se sada primenjuje na ugrađene sisteme koji koriste moćne računare sa višejezgarnnim procesorom.

## Literatura
- Billings, Stephen A. (2013). Nonlinear System Identification: NARMAX Methods in the Time, Frequency, and Spatio-Temporal Domains. UK: Wiley. ISBN 978-1-119-94359-4.

- N. Ahmed and K.R. Rao . Orthogonal Transforms for Digital Signal Processing. Springer-Verlag (Berlin – Heidelberg – New York). 1975.  978-3-540-06556-2.
- Jonathan M. Blackledge, Martin Turner. Digital Signal Processing: Mathematical and Computational Methods, Software Development and Applications. Horwood Publishing. ISBN 978-1-898563-48-8..
- James D. Broesch (1997). Digital Signal Processing Demystified. Newnes. ISBN 978-1-878707-16-1..
- Paul M. Embree, Damon Danieli (1999). C++ Algorithms for Digital Signal Processing. Prentice Hall. ISBN 978-0-13-179144-2..
- Hari Krishna Garg (1998). Digital Signal Processing Algorithms. CRC Press. ISBN 978-0-8493-7178-3..
- P. Gaydecki (2004). Foundations Of Digital Signal Processing: Theory, Algorithms And Hardware Design. Institution of Electrical Engineers. ISBN 978-0-85296-431-6..
- Ashfaq Khan (2005). Digital Signal Processing Fundamentals. Da Vinci Engineering Press. ISBN 978-1-58450-281-4.. Charles River Media.
- Sen M. Kuo, Woon-Seng Gan: Digital Signal Processors: Architectures, Implementations, and Applications. Prentice Hall. 2005. ISBN 978-0-13-035214-9..
- Paul A. Lynn, Wolfgang Fuerst (1994). Introductory Digital Signal Processing with Computer Applications. John Wiley & Sons. ISBN 978-0-471-97984-5..
- Richard G. Lyons (2011). Understanding Digital Signal Processing. Prentice Hall. ISBN 978-0-13-108989-1..
- Vijay Madisetti, Douglas B. Williams (1998). The Digital Signal Processing Handbook. CRC Press. ISBN 978-0-8493-8572-8..
- James H. McClellan, Ronald W. Schafer, Mark A. Yoder. Signal Processing First. Prentice Hall. ISBN 978-0-13-090999-2..
- Bernard Mulgrew, Peter Grant, John Thompson (2003). Digital Signal Processing - Concepts and Applications. Palgrave MacMillan. ISBN 978-0-333-96356-2.
- Boaz Porat (1997). A Course in Digital Signal Processing. Wiley. ISBN 978-0-471-14961-3.. Wiley.
- John G. Proakis, Dimitris Manolakis (2006). Digital Signal Processing: Principles, Algorithms and Applications (4th изд.). ISBN 978-0131873742. Непознати параметар |DUPLICATE_year= игнорисан (помоћ). , Pearson, April.
- John G. Proakis (2004). A Self-Study Guide for Digital Signal Processing. Pearson Prentice Hall. ISBN 978-0-13-143239-0.. Prentice Hall.
- Charles A. Schuler (12. 1. 2004). Digital Signal Processing: A Hands-On Approach. McGraw-Hill Education. ISBN 978-0-07-829744-1.. McGraw-Hill.
- Doug Smith (2001). Digital Signal Processing Technology: Essentials of the Communications Revolution. American Radio Relay League. ISBN 978-0-87259-819-5.. American Radio Relay League.
- Smith, Steven W. (2002). Digital Signal Processing: A Practical Guide for Engineers and Scientists. Newnes. ISBN 978-0-7506-7444-7.
- Stein, Jonathan Yaakov (2000). Digital Signal Processing, a Computer Science Perspective. Wiley. ISBN 978-0-471-29546-4.
- Stergiopoulos, Stergios (2000). Advanced Signal Processing Handbook: Theory and Implementation for Radar, Sonar, and Medical Imaging Real-Time Systems. CRC Press. ISBN 978-0-8493-3691-1.
- Van De Vegte, Joyce (2001). Fundamentals of Digital Signal Processing. Prentice Hall. ISBN 978-0-13-016077-5.
- Oppenheim, Alan V.; Schafer, Ronald W. (2001). Discrete-Time Signal Processing. Pearson. ISBN 978-1-292-02572-8.

|            | Дигитална обрада сигнала |
| ---------- | --- |
| Teorija    | Detection theory - Discrete signal - Estimation theory -Nyquist–Shannon sampling theorem |
| Под-поља   | Audio signal processing - Digital image processing - Speech processing - Statistical signal processing                                                                                                |
| Технике    | Advanced Z-transform - Bilinear transform - Discrete Fourier transform (DFT) - Discrete-time Fourier transform (DTFT) - Impulse invariance - Matched Z-transform method - Z-transform - Zak transform |
| Узорковање | Aliasing - Anti-aliasing filter - Downsampling - Nyquist rate / frequency - Oversampling - Quantization - Sampling rate - Undersampling - Upsampling                                                  |